# Luigi Ferrajoli
Luigi Ferrajoli (Florença, 6 de agosto de 1940) é um jurista italiano e um dos principais teóricos do Garantismo, definindo-se a si próprio como um juspositivista crítico.

## Biografia
Atuou como juiz entre 1967 e 1975, período em que esteve ligado ao grupo "Magistratura democrática", uma associação de juízes de orientação progressista. A partir de 1970, foi professor de Filosofia do Direito e Teoria Geral do Direito na Universidade de Camerino, onde também foi diretor da "Facoltà di giurisprudenza" (Faculdade de Direito). Desde 2003, leciona na Universidade de Roma Tre.
Publicou diversas obras, com especial atenção ao juspositivismo jurídico, sendo a principal delas "Direito e Razão: Teoria do Garantismo Penal".

## Obras

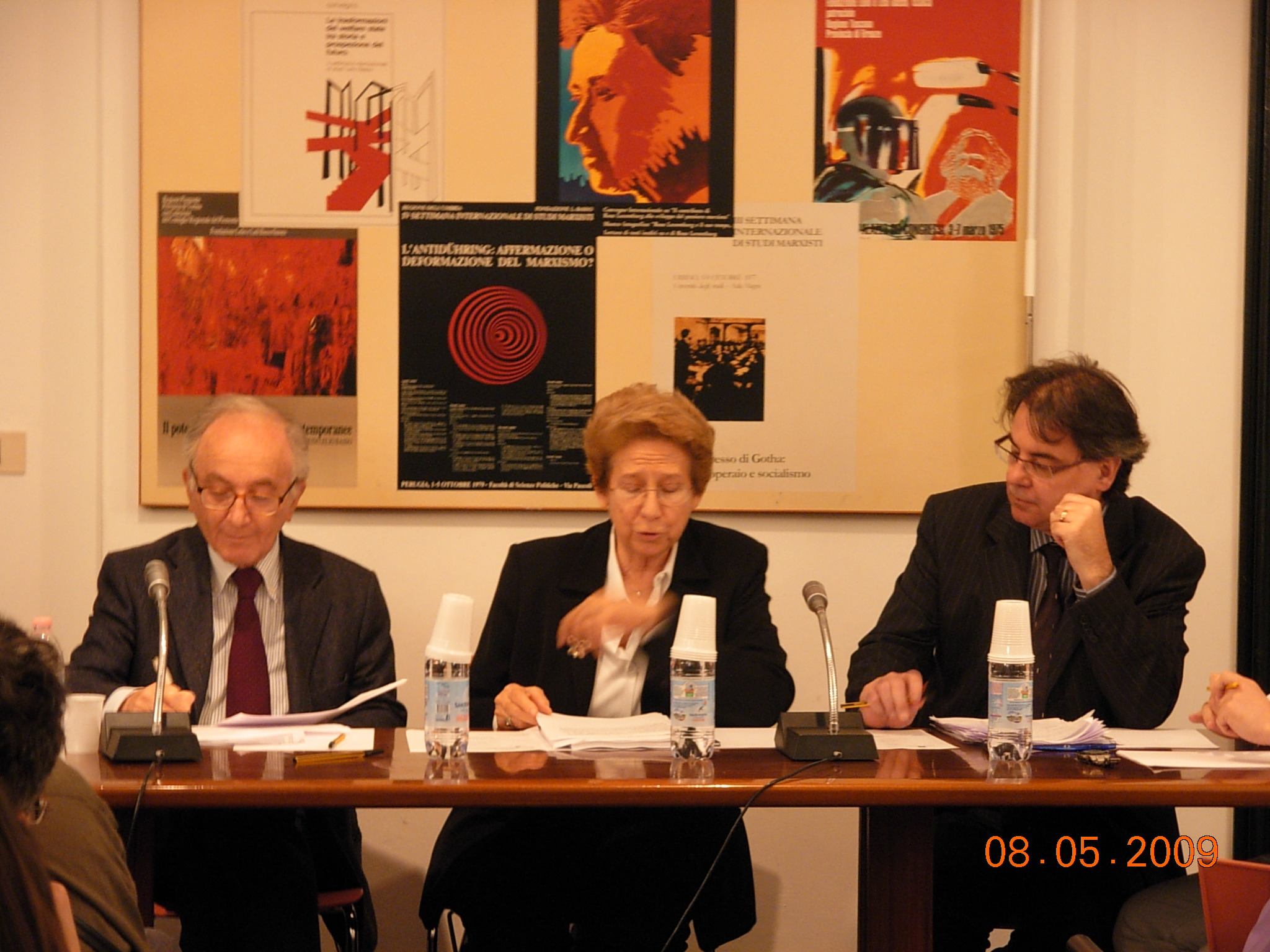
Luigi Ferrajoli e Lenio Streck.

- 1990 - Diritto e ragione: teoria del garantismo penale
- 2007 - Principia Iuris